# (4925) Zhoushan
(4925) Zhoushan – planetoida z grupy pasa głównego asteroid okrążająca Słońce w ciągu 5 lat i 120 dni w średniej odległości 3,05 j.a. Została odkryta 3 grudnia 1981 roku w Obserwatorium Astronomicznym Zijinshan w Nankinie. Nazwa planetoidy pochodzi od miasta Zhoushan, znajdującego się na wyspie na Morzu Wschodniochińskim. Przed nadaniem nazwy planetoida nosiła oznaczenie tymczasowe (4925) 1981 XH2.